# Santa Fé (São Tomé)
Santa Fé ist ein Ort im Südwesten des Distrikts Mé-Zóchi auf der Insel São Tomé im Inselstaat São Tomé und Príncipe.

## Geographie
Der Ort liegt südwestlich von Trindade am Hang zwischen Cruzeiro und Santa Clara auf dem Weg ins Hinterland nach Santa Luisa.